# 田中敬吉
田中 敬吉（たなか　けいきち、1897年（明治30年）10月23日 - 1975年（昭和50年）1月13日）は、日本の機械工学者。第33期日本機械学会会長。東京帝国大学教授、千葉工業大学教授・学長、上智大学教授を歴任。東京帝国大学航空研究所で、航研機やA-26の開発に携わった。
三重県亀山市出身。第八高等学校を経て、1922年東京帝国大学機械科卒業。東京帝国大学航空研究所嘱託、助教授を務め、1929年「円錐座吸気弁の空気の流動研究（実験的研究・理論的研究）」により工学博士を取得。1930年航空原動機研究のため欧米を訪れた後、1933年教授となる。1939年より東京工業大学教授を兼任。1949年千葉工業大学学長、1957年名古屋大学教授、1961年上智大学教授・理工学部長。1970年、勲二等瑞宝章を受章。
義弟に画家の森芳雄がいる。